# Plaintelep
Plaintelep románul: Plaiuri, falu Romániában, Erdélyben, Fehér megyében.

## Fekvése
Sebespurkerec közelében fekvő település.

## Története
Plaintelep korábban Sebespurkerec része volt. 1956 körül vált külön 158 lakossal.
1966-ban 102, 1977-ben 101, 1992-ben 99, 2002-ben pedig 83 román lakosa volt.